# Кофе по-льежски

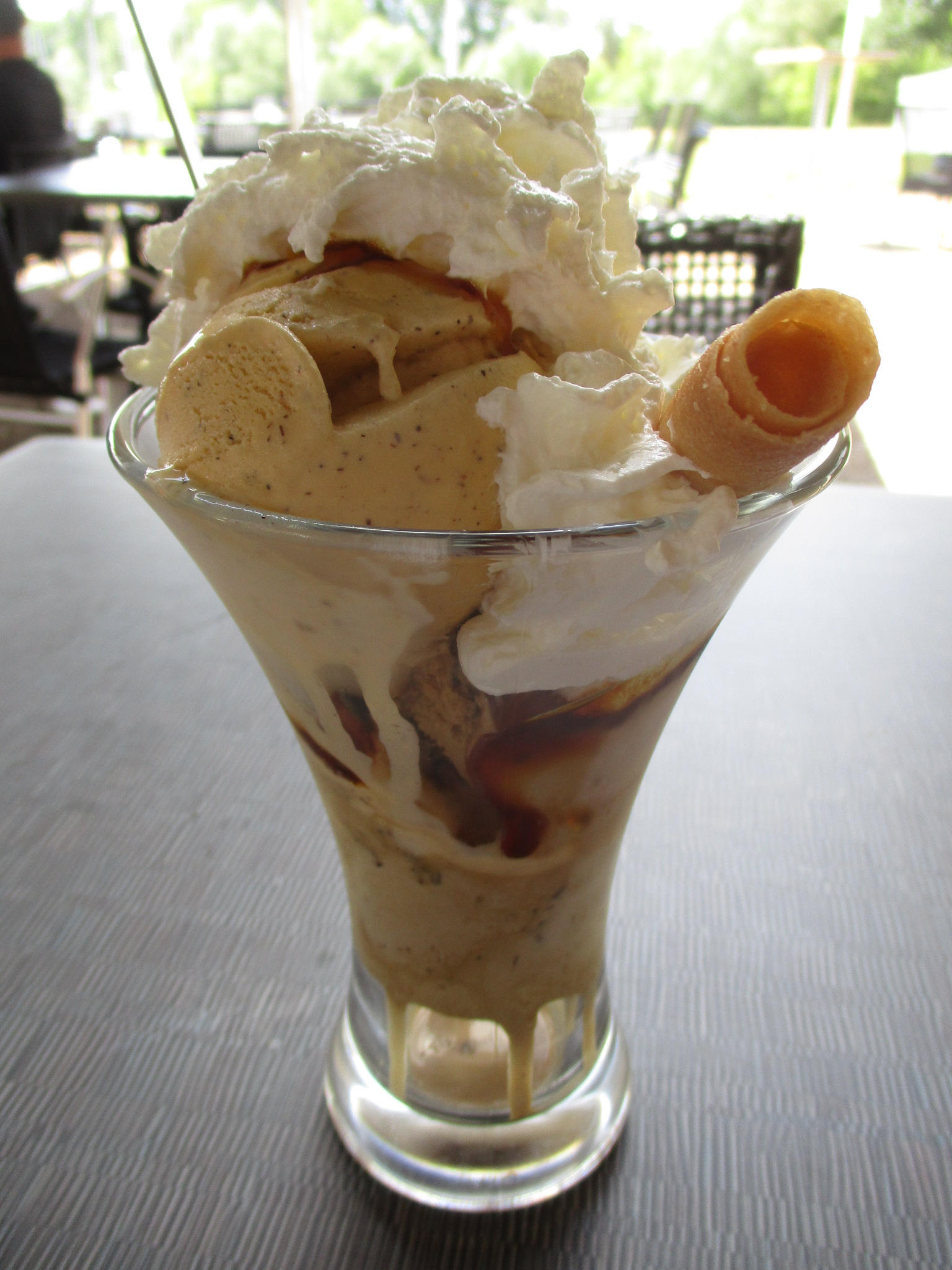
Кофе по-льежски

Кофе по-льежски (фр. Café liégeois) — холодный десерт из мороженого, приготовленный из слегка подслащённого кофе, кофейного мороженого и взбитых сливок.

## История
Несмотря на название, кофе по-льежски не был создан в Льеже. Первоначально этот вид десерта был известен во Франции, как «кофе по-венски» или «венский кофе». В Первую мировую войну Австрия выступала в качестве противника Франции, и во время штурма Льежа в 1914 году её армия с трудом взяла укреплённую бельгийскую крепость Льеж, что дало время французским войскам реорганизоваться. В честь бельгийских укреплённых фортов и чтобы «отомстить» австрийской Вене, в парижских кафе «венский кофе» стали называть «кофе по-льежски». В самом Льеже этот десерт до сих пор называют «café viennois» — «венский кофе».

## Приготовление
В предварительно охлажденный высокий бокал с заранее приготовленным кофе добавляется мороженое и взбитые сливки (фр. Крем Шантийи). Часто сливки сверху посыпаются жареными зёрнами кофе в качестве украшения. Десерт часто украшают хрустящей трубочкой или «русской сигаретой».
В варианте рецепта, Chocolat liégeois, кофе заменяется шоколадом или шоколадным мороженым.